# 염주초등학교
염주초등학교는 대한민국 광주광역시 서구 화정동에 있는 초등학교다.

## 학교 연혁
- 1985년 3월 1일 염주초등학교 개교(개교기념일 4.18)
- 1998년 3월 1일 병설유치원 개원(2학급)
- 2009년 12월 29일 교실개조 및 바닥보수(5학급 및 본관 1층)
- 2012년 12월 18일 광주광역시교육청 학교 체육 육성 종목(양궁부) 창단 승인
- 2018년 3월 1일 제11대 정복이 교장 부임
- 2020년 1월 14일 제35회 졸업 123명 (총 11,162명)
- 2020년 3월 1일 29학급 편제(학습도움실 1학급 포함), 유치원 2학급
- 2021년 1월 12일 제36회 졸업 104명 (총 11,267명)
- 2021년 3월 1일 29학급 편제(학습도움실 1학급 포함), 유치원 2학급

## 학교 상징
- 교화 - 장미 : 꽃의 여왕이라 부르는 아름다운 꽃으로 더불어 사는 사람, 타오르는 정열과 순수성을 갖게 하고자 한다.
- 교목 - 은행나무 : 수목 중 으뜸으로 고귀, 우아, 청순하며 어떤 고난에도 굳건하게 이겨나가는 굳센 의지를 배우기 위함이다.
- 교색 - 파랑 : 깨끗함을 나타내며 높고 넓은 하늘처럼 순결과 희망, 큰 이상과 원대한 꿈을 갖게 하고자 한다.

## 참고 자료
- 염주초등학교 - 한국교육학술정보원 학교알리미